# Morienne
Morienne é uma comuna francesa na região administrativa da Normandia, no departamento de Sena Marítimo. Estende-se por uma área de 9,05 km². Em 2010 a comuna tinha 210 habitantes (densidade: 23,2 hab./km²).